# Sphagnales
Sphagnales es un orden de musgos con cuatro géneros vivientes: Ambuchanania, Eosphagnum, Flatbergium y Sphagnum.
El mayor número de especies (alrededor de 200 según algunos autores) se encuentran en el género Sphagnum. Los otros géneros están limitados a una especie cada uno.